# Бета Резца
Бета Резца (лат. β Caeli) — звезда в южном созвездии Резца. Звезда слабая, но видна невооружённым глазом, обладает видимой звёздной величиной 5,04. На основе измерения годичного параллакса, равного 4,88 мсд, получена оценка расстояния от Солнца до звезды 94 световых года. Звезда удаляется от Солнца со скоростью около +28,8 км/с.
Вероятно, это спектрально-двойная звезда, у которой наблюдаются линии только одного компонента. Видимый компонент принадлежит спектральному классу F3 V или F3 IV, следовательно, объект представляет собой либо звезду главной последовательности спектрального класса F, либо субгигант. По оценкам масса превосходит солнечную в 1,3 раза, радиус равен 1,3 радиусам Солнца. Возраст объекта составляет 1,75 миллиарда лет, скорость вращения составляет не менее 97,5 км/с.
Звезда-компаньон может являться коричневым карликом или маломассивной звездой, обращающейся на расстоянии более 3 а. e. от главного компонента. Этот объект может быть источником рентгеновского излучения, наблюдаемого в этой области.